# Julia Chamorel
Pour les articles homonymes, voir Chamorel.
Julia Chamorel , née le 21 mai 1916 à Genève et morte le 17 août 2009, est une écrivaine et dramaturge vaudoise.

## Biographie
Originaire de Ollon, Julia Chamorel entame des études de lettres et de droit dans sa ville natale et les poursuit à Paris. Fille d'un militant socialiste, Julia Chamorel adhère tôt au communisme, conversion politique dont elle parlera dans un récit autobiographique La cellule des écoliers publié en 1983 vingt-six après avoir écrit son premier roman Les Compagnons d'Hannelore dont l'action se passe à Florence, ville que l'auteur connaît bien pour y avoir vécu un certain nombre d'années.
Julia Chamorel est également l'auteure de plusieurs pièces de théâtre jouées en Suisse, au Théâtre municipal de Lausanne en 1963 Deux et deux font quatre, ainsi qu'en Italie. 

## Sources
- « Julia Chamorel », sur la base de données des personnalités vaudoises sur la plateforme « Patrinum » de la Bibliothèque cantonale et universitaire de Lausanne.
- Histoire de la littérature en Suisse romande sous la direction de Roger Francillon, t. 3, p. 320-321
- Hadrien Buclin, "Julia Chamorel, parcours d'une militante communiste dans la Genève des années trente", Cahiers d'histoire du mouvement ouvrier, 2013/29, p. 27-42.
- Anne-Lise Delacrétaz, Daniel Maggetti, Écrivaines et écrivains d'aujourd'hui, 2002 p. 65
- A D S - Autorinnen und Autoren der Schweiz - Autrices et Auteurs de Suisse - Autrici ed Autori della Svizzera